# Najdi si drugega
»Najdi si drugega« je skladba in debitantski single skupine Bumerang iz leta 1971. Avtor glasbe je Rado Testen, besedilo pa je napisal Tomaž Domicelj.

## Snemanje
Skladbo je posnel Miro Bevc. Skladba je bla izdana le kot single (nikoli na albumu) pri založbi Helidon, na mali vinilni plošči.

## Zasedba

### Produkcija
- Rado Testen – glasba
- Tomaž Domicelj – besedilo
- Miro Bevc – tonski snemalec

### Studijska izvedba
- Zlati Klun – bobni, vokal
- Peter Veri Gorjup – kitara
- Miro Tomassini – bas kitara

## Mala plošča
7" vinilka
- »Najdi si drugega« (A-stran) – 3ː11
- »Jutri zjutraj (moram zgodaj vstati)« (B-stran) – 2ː55